# 레이테주

레이테주 위치지도

레이테주(영어: Province of Leyte)는 필리핀 동비사야스 지방에 속한 주로 주도는 타클로반이며 인구는 1,724,679명(2015년 기준), 면적은 5,901.5 km2이다. 레이테섬 전체 면적의 3/4을 차지한다. 동쪽으로는 사마르섬, 남쪽으로는 남레이테주, 북쪽으로는 빌리란주와 접하며 서쪽으로는 세부주와 인접해 있다.
레이테주의 경제는 농업이 중심인데 저지대에서는 벼 농사가 많고 고지대에서는 코코야자 재배가 많은 편이다. 서부 지역과 남부 지역에 사는 주민들은 세부아노어를 구사하고 동부 지역과 북부 지역에 사는 주민들은 와라이어를 구사한다.

## 행정 구역

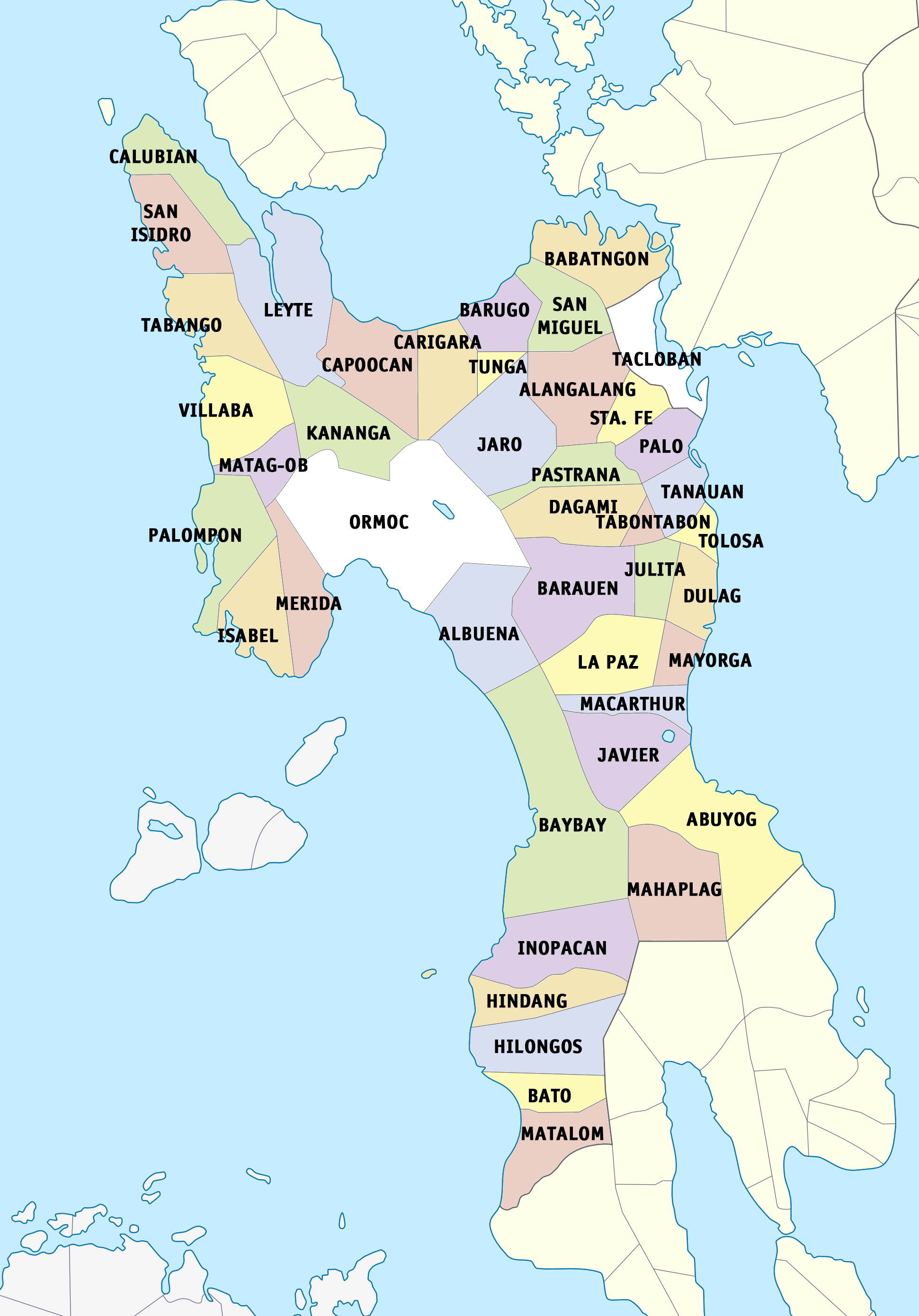
레이테주 지도

### 도시
- 바이바이 (Baybay)
- 오르모크 (Ormoc)
- 타클로반 (Tacloban) - 주도

### 자치체
- 아부요그 (Abuyog)
- 알랑알랑 (Alangalang)
- 일붸라 (Albuera)
- 바바틍온 (Babatngon)
- 바루고 (Barugo)
- 바토 (Bato)
- 부라웬 (Burauen)
- 칼루비안 (Calubian)
- 카포오칸 (Capoocan)
- 카리가라 (Carigara)
- 다가미 (Dagami)
- 둘라그 (Dulag)
- 힐롱오스 (Hilongos)
- 힌당 (Hindang)
- 이노파칸 (Inopacan)
- 이사벨 (Isabel)
- 하로 (Jaro)
- 하비에르 (Javier)
- 훌리타 (Julita)
- 카낭가 (Kananga)
- 라파즈 (La Paz)
- 레이테 (Leyte)
- 맥아더 (MacArthur)
- 마하쁠라그 (Mahaplag)
- 마타그오브 (Matag-ob)
- 마탈롬 (Matalom)
- 마요르가 (Mayorga)
- 메리다 (Merida)
- 팔로 (Palo)
- 팔롬폰 (Palompon)
- 파스트라나 (Pastrana)
- 산이시드로 (San Isidro)
- 산미겔 (San Miguel)
- 산타페 (Santa Fe)
- 타방오 (Tabango)
- 타본타본 (Tabontabon)
- 탄아우안 (Tanauan)
- 톨로사 (Tolosa)
- 퉁아 (Tunga)
- 빌랴바 (Villaba)

## 인구
| 연도                                                              | 인구      | ±% p.a. |
| ----------------------------------------------------------------- | --------- | ------- |
| 1903                                                              | 294,892   | —       |
| 1918                                                              | 440,328   | +2.71%  |
| 1939                                                              | 688,934   | +2.15%  |
| 1948                                                              | 751,649   | +0.97%  |
| 1960                                                              | 876,079   | +1.28%  |
| 1970                                                              | 1,020,128 | +1.53%  |
| 1975                                                              | 1,099,848 | +1.52%  |
| 1980                                                              | 1,191,227 | +1.61%  |
| 1990                                                              | 1,367,816 | +1.39%  |
| 1995                                                              | 1,511,251 | +1.89%  |
| 2000                                                              | 1,592,336 | +1.13%  |
| 2007                                                              | 1,724,240 | +1.10%  |
| 2010                                                              | 1,567,984 | −3.40%  |
| 2015                                                              | 1,724,679 | +1.83%  |
| 2020                                                              | 1,776,847 | +0.59%  |
| (excluding Tacloban City) Source: Philippine Statistics Authority |           |         |